# Strathcona (Stati Uniti d'America)
Strathcona è un comune degli Stati Uniti d'America, situato nello Stato del Minnesota, nella Contea di Roseau.